# Fantasia (pel·lícula)
Fantasia és una pel·lícula musical estatunidenca de 1940, un clàssic d'animació dels estudis Disney. La seva producció es va iniciar poc després de Blancaneu i els set nans (1937) i en paral·lel a Pinotxo (1940). L'any 1941 va obtenir l'Oscar honorífic.
Aquesta pel·lícula és una experimentació sense diàleg l'objectiu de la qual és d'il·lustrar o d'acompanyar amb animació temes de música clàssica. Vuit extractes musicals, tocats la majoria per l'Orquestra de Filadèlfia sota la direcció de Leopold Stokowski, componen les set seqüències d'aquests dibuixos animats. És també, per a nombrosos autors i crítics, una obra d'art d'un gènere nou, un pont entre les arts i una «nova forma de presentar l'art» (un nou mitjà de comunicació).
Fantasia , que no va tenir a la seva sortida l'èxit habitual de les produccions Disney de l'època, és la primera part d'una sèrie desitjada per Walt Disney. Gràcies a la voluntat de Roy Edward Disney, nebot de Walt, el 1999 es va estrenar una segona part titulada Fantasia 2000.

## Argument
La pel·lícula està composta de set seqüències il·lustrant vuit peces de música clàssica, reorquestrats i dirigits pel director d'orquestra Leopold Stokowski al cap de l'Orquestra de Filadèlfia. L'última seqüència il·lustra dues peces, mentre que un intermedi separa la seqüència 4 de la 5. Cada seqüència és precedida d'una curta introducció on l'orquestra és en ombra xinesa.
La pel·lícula, després de l'aparició del títol, comença immediatament com en una sala d'espectacles: una cortina s'obre en una escena en la penombra, les siluetes de músics que s'instal·len destaquen davant d'una pantalla blava, amb sons d'instruments que afinen. El narrador, com per a una retransmissió, acull els espectadors. Mentre que explica al públic que existeixen tres gèneres de músiques, certs instruments s'il·luminen, i la seva sonoritat es posa en escena. Els tres gèneres són la música narrativa, que conta una història, la il·lustrativa, que evoca una o diverses imatges, i la música absoluta, que no existeix més que per a si mateixa.

## Temes musicals
Les peces van ser interpretades per l'Orquestra de Filadèlfia i dirigida per Leopold Stokowski. Els temes són:
- Toccata i fuga en re menor, BWV 565 de Johann Sebastian Bach
- El trencanous de Piotr Ilitx Txaikovski
- L'aprenent de bruixot de Paul Dukas
- La consagració de la primavera d'Ígor Stravinski
- Sisena simfonia de Beethoven
- Dansa de les hores (de l'ópera La Gioconda) d'Amilcare Ponchielli
- Una nit a la Muntanya Pelada de Modest Mussorgsky
- Ave Maria de Franz Schubert